# ميريل إي. أوتيس
ميريل إي. أوتيس (بالإنجليزية: Merrill E. Otis)‏ هو قاضي ومحامي أمريكي، ولد في 7 يوليو 1884 في هوبكنز في الولايات المتحدة، وتوفي في 23 ديسمبر 1944.